# 库埃
库埃（法語：Couhé，法語發音：[ku.e]）是法国新阿基坦大区维埃纳省的一个旧市镇，属于蒙莫里永区。2019年，库埃与临近的4个市镇合并为新市镇普瓦图地区瓦朗斯，库埃为新市镇行政中心。

## 地理
库埃（46°17'55"N, 0°10'52"E）面积9.11 平方千米，位于法国新阿基坦大区维埃纳省，该省份为法国中西部省份，北起曼恩-卢瓦尔省和安德尔-卢瓦尔省，西接德塞夫勒省，南至夏朗德省，东南接上维埃纳省，东临安德尔省。
与库埃接壤的市镇（或旧市镇、城区）包括：索昂库埃、沙蒂永、沃村、布朗宰。

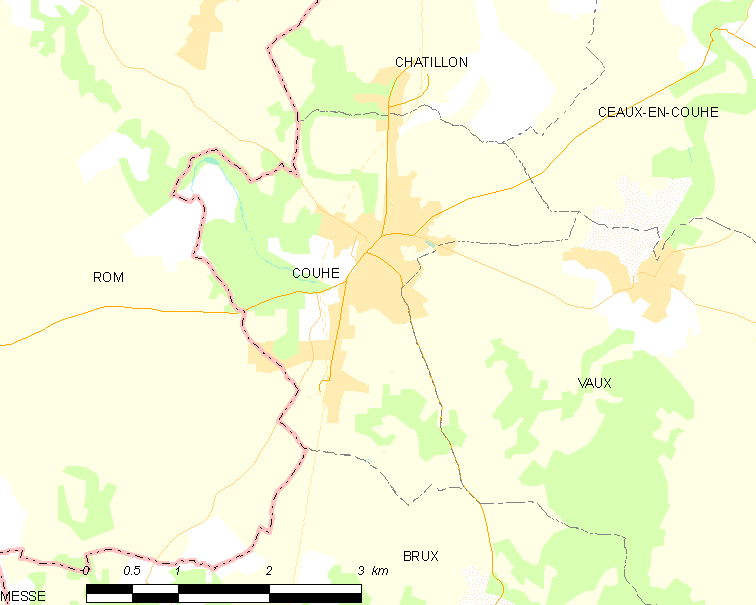
库埃的OSM定位图

库埃的时区为UTC+01:00、UTC+02:00（夏令时）。

## 行政
库埃的邮政编码为86700，INSEE市镇编码为86082。

## 政治
库埃所属的省级选区为吕西尼昂县。

## 人口

1962-2008年间库埃人口变化图示

库埃于2018年1月1日时的人口数量为1881人。